# Lubuk Tapi
Lubuk Tapi is een bestuurslaag in het regentschap Bengkulu Selatan van de provincie Bengkulu, Indonesië. Lubuk Tapi telt 986 inwoners (volkstelling 2010).